# Dicranum longicolle
Dicranum longicolle là một loài rêu trong họ Dicranaceae. Loài này được Michx. Brid. mô tả khoa học đầu tiên năm 1806.